# Peter Wrolich
Peter Wrölich (Viena, 30 de mayo de 1974) es un antiguo ciclista austriaco.
Después de haber pasado 9 años en el equipo Gerolsteiner, fichó en 2009 por el Team Milram debido a la desaparición del Gerolsteiner. Al final de la temporada siguiente puso fin a su carrera deportiva.

## Palmarés
1997
- 1 etapa del Tour de Rabenstein

1998
- 2.º en el Campeonato de Austria en Ruta

1999
- 1 etapa del Tour del Porvenir
- 2.º en el Campeonato de Austria en Ruta

2001
- Herald Sun Tour

2002
- Vuelta a Colonia
- 1 etapa del Sachsen-Tour

2004
- Tour de la Hainleite

2005
- 1 etapa del Tour de Georgia

## Resultados en Grandes Vueltas y Campeonatos del Mundo
| Carrera         | Carrera         | 1999 | 2000 | 2001 | 2002 | 2003 | 2004  | 2005  | 2006  | 2007  | 2008 | 2009 | 2010 |
| --------------- | --------------- | ---- | ---- | ---- | ---- | ---- | ----- | ----- | ----- | ----- | ---- | ---- | ---- |
|                 | Giro de Italia  | —    | —    | —    | 82.º | —    | —     | —     | —     | —     | —    | —    | —    |
|                 | Tour de Francia | —    | —    | —    | —    | —    | 113.º | 146.º | 133.º | 133.º | —    | Ab.  | —    |
|                 | Vuelta a España | —    | —    | —    | —    | —    | —     | —     | —     | —     | —    | —    | —    |
| Mundial en Ruta | Mundial en Ruta | Ab.  | —    | —    | 70.º | —    | Ab.   | 70.º  | Ab.   | —     | —    | Ab.  | 66.º |

—: no participa

Ab.: abandono